# Neocorynura hemidiodiae
Neocorynura hemidiodiae är en biart som först beskrevs av Adolpho Ducke 1906.  Neocorynura hemidiodiae ingår i släktet Neocorynura och familjen vägbin. Inga underarter finns listade i Catalogue of Life.